# Classe Umikaze
La classe Umikaze (海風型駆逐艦, Umikazegata kuchikukan) est une classe de deux destroyers construits pour la Marine impériale japonaise.

Ils furent les premiers grands destroyers océaniques à être produits au Japon.

## Contexte
Les destroyers de 1re classe Umikaze ont été conçus sur les modèles de la Royal Navy après la fin de la Guerre russo-japonaise (1904-1905) sur le constat que leurs destroyers étaient trop petits pour affronter les éléments en haute mer.

## Conception
Les navires ont gardé la silhouette de la classe Ikazuchi avec quatre cheminées.

Les navires sont alimentés, pour la première fois, par des turbines à vapeur Parsons Marine Steam Turbine Company

L'armement principal est composé de deux canons de 120 mm : un monté dans un " kiosque à musique " sur le gaillard d'avant, l'autre sur le pont arrière. L'armement secondaire est plus important, il est composé de cinq canons de 76 mm.

## Service
Les destroyers de classe Umikaze ont été essentiellement des navires expérimentaux pour la mise au point des turbines à vapeur. Leur consommation d'origine étant trop importante, les chaudières ont été modifiées pour recevoir du charbon au lieu du mazout.
Les deux navires ont été classés destroyers de 1re classe le 28 août 1912 et ont servi jusqu'au 1er juin 1930. Ils ont été convertis en dragueur de mines. Ils ont été mis à la ferraille en 1936.

## Les unités
| Nom      | Chantier naval                       | Quille           | Lancement       | Service           | Fin de carrière |
| -------- | ------------------------------------ | ---------------- | --------------- | ----------------- | --------------- |
| Umikaze  | Arsenal naval de Maizuru             | 23 novembre 1909 | 10 octobre 1910 | 28 septembre 1911 | détruit en 1936 |
| Yamakaze | Mitsubishi Heavy Industries-Nagasaki | 1er juin 1909    | 21 janvier 1911 | 21 octobre 1911   | détruit en 1936 |